# Третій Сплавний Участок
Тре́тій Сплавни́й Уча́сток (рос. Третий Сплавной Участок) — селище у складі району імені Лазо Хабаровського краю, Росія. Входить до складу Бічевського сільського поселення.
Стара назва — Сплавний 3-й.

## Населення
Населення — 63 особи (2010; 92 у 2002).
Національний склад (станом на 2002 рік):
- росіяни — 88 %